# کوچه‌کند
کوچه‌کند (به ترکی آذربایجانی: Küçəkənd) یک منطقهٔ مسکونی در جمهوری آذربایجان است که در شهرستان اوجار واقع شده‌است. کوچه‌کند ۱٬۳۹۹ نفر جمعیت دارد.